# Лауреати премії Вольфа (мистецтво)
Премія Вольфа у галузі мистецтва надається щорічно Фундацією Вольфа в Ізраїлі. Кожного року премія надається циклічно в одній з категорій: малярство, музика, архітектура та скульптура.

## Лауреати
| Рік    | Галузь      | Лауреат                                      | Країна                             |
| ------ | ----------- | -------------------------------------------- | ---------------------------------- |
| 1981   | Малярство   | Марк Шагал Антоні Тапіес                     | Росія / Франція Іспанія            |
| 1982   | Музика      | Володимир Горовиць Олів'є Мессіан Йозеф Таль | Росія / США Франція Ізраїль        |
| 1983/4 | Архітектура | Ральф Ерскін                                 | Велика Британія / Швеція           |
| 1984/5 | Скульптура  | Едуардо Чільїда                              | Іспанія                            |
| 1986   | Малярство   | Джаспер Джонс                                | США                                |
| 1987   | Музика      | Ісаак Стерн Кшиштоф Пендерецький             | США Польща                         |
| 1988   | Архітектура | Фуміхіко Макі Джанкарло Де Карло             | Японія Італія                      |
| 1989   | Скульптура  | Клас Олденбург                               | Швеція / США                       |
| 1990   | Малярство   | Ансельм Кіфер                                | Німеччина                          |
| 1991   | Музика      | Ієгуді Менухін Лучано Беріо                  | США / Велика Британія Італія       |
| 1992   | Архітектура | Френк Гері Йорн Утзон Деніс Ласдун           | Канада / США Данія Велика Британія |
| 1993   | Скульптура  | Брюс Наумен                                  | США                                |
| 1994/5 | Малярство   | Герхард Ріхтер                               | Німеччина                          |
| 1995/6 | Музика      | Зубін Мета Лігеті Дьордь                     | Індія Австрія                      |
| 1996/7 | Архітектура | Фрай Отто Алдо вае Ейк                       | Німеччина Нідерланди               |
| 1998   | Скульптура  | Джеймс Таррелл                               | США                                |
| 1999   | Малярство   | не надавалася                                |                                    |
| 2000   | Музика      | П'єр Булез Рікардо Муті                      | Франція Італія                     |
| 2001   | Архітектура | Алвару Сіза Вієйра                           | Португалія                         |
| 2002   | Скульптура  | не надавалася                                |                                    |
| 2002/3 | Малярство   | Луїза Буржуа                                 | Франція / США                      |
| 2004   | Музика      | Мстислав Ростропович Даніель Баренбойм       | Росія Аргентина / Ізраїль          |
| 2005   | Архітектура | Жан Нувель                                   | Франція                            |
| 2006   | Скульптура  | Not awarded                                  |                                    |
| 2006/7 | Малярство   | Мікеланджело Пістолетто                      | Італія                             |
| 2008   | Музика      | Гія Канчелі Клаудіо Аббадо                   | Грузія Італія                      |
| 2010   | Архітектура | Девід Чіпперфілд Пітер Айзенман              | Велика Британія США                |
| 2011   | Малярство   | Розмарі Трокель                              | Німеччина                          |
| 2012   | Музика      | Пласідо Домінґо Саймон Реттл                 | Іспанія Велика Британія            |
| 2013   | Архітектура | Едуарду Соуту де Моура                       | Португалія                         |
| 2014   | Скульптура  | Олафур Еліассон                              | Данія                              |
| 2015   | Музика      | Джесси Норман Мюррей Перайя                  | США Ізраїль / США                  |